# Amplicephalus luridus
Amplicephalus luridus är en insektsart som beskrevs av Rauno E. Linnavuori och Delong 1979. Amplicephalus luridus ingår i släktet Amplicephalus och familjen dvärgstritar. Inga underarter finns listade i Catalogue of Life.